# Valeri Leóntiev

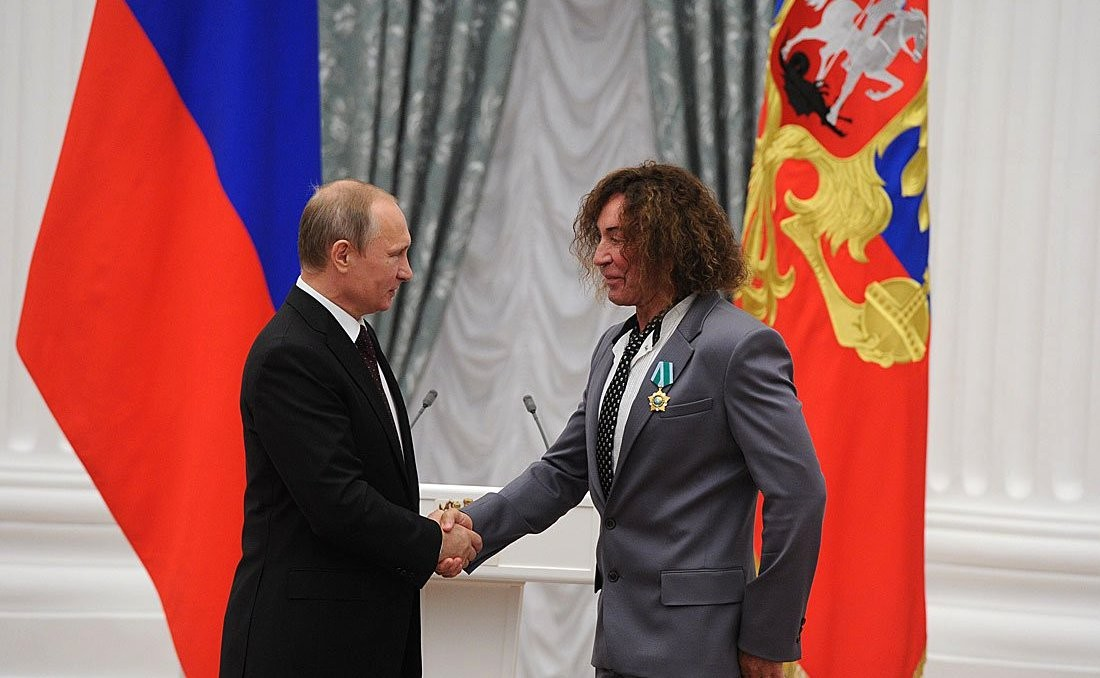
Presentación del Presidente de Rusia, Vladímir Putin, la Orden de la Amistad. El 31 de julio de 2014

Valeri Yákovlevich Leóntiev (en ruso: Валерий Яковлевич Леонтьев, 19 de marzo de 1949 en Ust-Usa, Komi, RSFSR, Unión Soviética) es un cantante de pop de origen ruso cuya popularidad alcanzó su máximo nivel en los años 80. Fue reconocido como un Artista del Pueblo de la Federación Rusa en 1996. Es conocido como uno de los artistas más destacados de la música soviética y rusa. A lo largo de décadas de carrera, ha grabado más de 30 álbumes, muchos de los cuales vendieron millones de copias. Los medios de comunicación se refieren a Leóntiev como una megaestrella y una leyenda de la escena rusa.

## Biografía
Valery Yakovlevich Leontiev nació el 19 de marzo de 1949 en Ust-Usa, un pueblo de la actual República de Komi, Rusa. En 1961, la familia se trasladó a la ciudad de Yúrievets, en el óblast de Ivánovo.
Leóntiev tuvo que enfrentarse a una infancia dura, su familia era muy modesta, incluso pobre. Su sueño inicial era cursar la carrera de oceanografía, pero no logró pasar los exámenes de acceso y no pudo entrar a la universidad. Así que trabajó como electricista, cartero, obrero en una fábrica de ladrillos. Ayudó a su familia y ahorró un poco para su educación.
Pasado un tiempo, Leóntiev se matriculó en el Instituto de Cimentaciones y Estructuras Subterráneas en Vorkuta, luego como dibujante en el instituto de diseño y, paralelamente, estudió en la escuela nocturna en la sucursal de Vorkuta del Instituto de Minería de Leningrado. Pero estudiaba durante el día y trabajaba a tiempo parcial por las noches. En el tercer año, finalmente se convenció de que el Instituto Minero y la futura profesión no eran lo suyo y acabó abandonando la escuela secundaria.

## Trayectoria
La primera actuación de Leontiev en un gran escenario tuvo lugar en 1971, durante el concurso regional de Vorkutá "Song-71". Allí, Leontiev obtuvo el segundo puesto con la canción Carnaval.
En 1972, participó en la competición Buscamos talentos de Syktyvkar, que ganó. En 1975 fue solista de la agrupación Eco, con la cual viajó por toda la Unión Soviética dando conciertos principalmente en las casas de la cultura. Se unió a la Orquesta Filarmónica de Gorki y su carrera empezó a despegar.
En 1980, Leontiev cantó en varios conciertos, como los del Teatro de Variedades de Moscú, Oktyabrsky y Luzhniki. En 1981, el artista ganó el premio a la popularidad en el prestigioso festival de música "Yerevan-81". En 1982, Leontiev se sometió a una grave operación para extirparle un tumor de la garganta, lo que puso en peligro su carrera como cantante. En 1983, el cantante se traslada a trabajar a la Filarmónica de Voroshilovgrad (actual Filarmónica de Luhansk), en la RSS de Ucrania. Un año más tarde, el compositor Raimond Pauls le concede en Moscú una sección completa en la velada de autor "Amor sagrado a la música".
En 1985, Leontiev recibió el Premio Lenin Komsomol. Después viajó a Afganistán con un grupo de artistas. 1986 estuvo marcado por un viaje a Chernóbil, donde el cantante actuó. Y en 1987 Leontiev ya se convirtió en Artista Meritorio de Ucrania.
La década siguiente estuvo marcada por las giras nacionales e internacionales. Sus conciertos se celebraron en Alemania, Israel, Estados Unidos, Canadá, India y otros países. En 1991 Leontiev fue nombrado el "Artista soviético más vendido" en la ceremonia de los World Music Awards en Montecarlo.En 1994 actuó en el escenario con Gina Lollobrigida en la sala de conciertos de San Petersburgo "Oktyabrskiy", y en 1996 fue galardonado con el título de Artista del Pueblo de Rusia. En marzo de 1998 а estrella nominal de Valery Leontiev se inauguró en la Plaza de la Estrella en Moscú. En 1999 Leontiev fue galardonado con el "Premio Leyenda Viviente" en el premio nacional de música rusa "Ovación".

## Premios y distinciones
Órdenes
- Orden al Mérito por la Patria, 4.ª clase (19 de marzo de 2005) – por su gran contribución al desarrollo de la música[11][12]
- Orden de Honor (2009) – por su contribución al desarrollo del arte musical nacional y sus muchos años de actividad creativa[13]
- Orden de la Amistad (2014)[14][15]

Títulos
- Artista del Pueblo de Rusia (9 de marzo de 1996)
- Artista Meritorio de la RSS de Ucrania (1987)
- Artista del Pueblo de la República de Komi (2009)[16]
- Ciudadano Honorario de la República de Sajá (2014)[17]

Medallas
- Medalla "Por la Fe y el Bien" (2010)[18]

Premios
- Premio Komsomol de Lenin (1985) – por la promoción de las canciones populares soviéticas de la juventud y su gran habilidad de actuación
- Premio del Gobierno de Moscú en el campo de la literatura y las artes (1996) – por su actuación Luna llena y En camino a Hollywood
- Premio del Ministerio de Asuntos Internos de Rusia en el campo de la literatura y las artes (1999)
- Premio «A través del arte, hacia la paz y el entendimiento» presentado por el presidente de Bielorrusia Alexander Lukashenko el 12 de julio de 2009[19][20]

Galardones públicos
- Orden de Pedro el Grande, 1.ª clase (2007)
- Orden de Mijaíl Lomonósov (2007)[21]
- Orden «Por el renacer de Rusia. Siglo XXI» (2003)

## Nota
- Esta obra contiene una traducción  derivada de «Valery Leontiev» de Wikipedia en inglés, concretamente de esta versión, publicada por sus editores bajo la Licencia de documentación libre de GNU y la Licencia Creative Commons Atribución-CompartirIgual 4.0 Internacional.

- Datos: Q32927
- Multimedia: Valery Leontiev / Q32927